# Yéhoshoua Henkin
Pour les articles homonymes, voir Henkin.
 (janvier 2019).
Si vous disposez d'ouvrages ou d'articles de référence ou si vous connaissez des sites web de qualité traitant du thème abordé ici, merci de compléter l'article en donnant les références utiles à sa vérifiabilité et en les liant à la section « Notes et références ».
Yéhoshoua Henkine (יהושע חנקין), né en 1864 et mort le  11 novembre 1945,  est l'un des protagonistes du rachat de terres en Palestine à l'époque de la première vague d'aliyah.
Il naît en Russie en 1864. Henkin émigre en Palestine avec son père, l'un des pionniers des mouvements des Amants de Sion et de celui du Bilou à Rishon LeZion. Il s'occupe du rachat de terrains entre autres pour le compte du KKL, de Hahsharat Hayishouv et du YIKA. Yéhoshoua Henkin œuvre principalement dans les régions de la vallée de Jezreel et de celles de Zvouloun, de la Houla et de Héfer.
Il consacre toute sa vie aux activités foncières du pays.
Yéhoshoua Henkine meurt le 11 novembre 1945. Il est inhumé sur le mont Guilboa, au-dessus de Maayan Harod.
Le nom du moshav Kfar-Yéhoshoua rappelle aujourd'hui son souvenir.
Yehoshoua Henkine n'a plus qu'un seul descendant, Avraham Henkine, Sayan du Mossad vivant à New York, ayant quitté son poste en 2006 après le démantèlement d'un réseau du Mossad en Égypte.[réf. nécessaire]